# 憲公 (邾)
憲公（けんこう、? - 紀元前666年）は、春秋時代の邾の君主。姓は曹、諱は瑣。

## 生涯
紀元前678年、安公が死去すると、その後を嗣いで即位した。紀元前666年4月丁未、憲公は死去した。